# Ramon de Peralta
Ramon de Peralta fou un militar de la Corona d'Aragó del segle xiv, Primer Comte de Caltabellotta, baró de Peralta, almirall dels regnes de la Corona d'Aragó i canceller de Sicília. Fou un dels iniciadors del llinatge dels Peralta de Sicília.
Fill de Felip de Saluzzo i de Sibil·la de Peralta, en 1320, les corts de Saragossa declararen que era baró d'Aragó i que havia d'ésser convocat a corts, i durant la conquesta aragonesa de Sardenya va participar en Setge de Castel di Castro en 1323, i a finals de 1325 substituí Francesc Carròs i Llòria al comandament de les forces de terra, però l'enemistat mútua posava en risc l'ocupació de l'illa i els dos foren destituïts, i es posà a les ordres del seu cosí Frederic de Sicília, que estava en guerra contra els angevins.
Tornà a Catalunya en 1335 sent nomenat almirall al comandament d'una flota destinada a defensar Sardenya dels genovesos, impedint el desembarcament dels angevins a Palerm però no aconseguí evitar la represa de l'illa de Gerba pels hàfsides de Abu-Yahya Abu-Bakr II. Després d'envair el Regne de Nàpols va negociar la pau amb Joana I de Nàpols en 1347. Va morir en 1348 durant les hostilitats entre els partits llatí i català pel control de Sicília.